# Циген, Эдуард
Эдуард Циген (также известен под псевдонимом Эдуард Эллесберг; 29 октября 1819, Тоштедт — 19 октября 1884, Франкфурт-на-Майне) — германский писатель и издатель. Отец психиатра Теодора Цигена.

## Биография
Высшее образование получил в университетах Гёттингена и Бонна, где изучал богословие и филологию. С 1844 по 1848 год работал домашним учителем в знатной ганноверской семье во Франкфурте-на-Майне. Затем зарабатывал на жизнь частными уроками, с 1855 года до аннексии Вольного города Франкфурта Пруссией был главным редактором газеты Frankfurter Zeitung. После закрытия газеты по политическим причинам после Австро-прусской войны в 1866 году был вынужден вернуться к репетиторству, остаток жизни прожил в бедности.
В своих беллетристических произведениях изображал жизнь первобытных вендов. Наиболее известные романы (частью под псевдонимом): «Ferdinand von Schilt» (1847), «Der Erbgraf», «Wendische Weiden», «Norddeutsches Lehen», «Eginhard u. Emma», «Der Falkner», «Das Kloster», «Geschichten und Bilder a. d. wendischen Volkslehen», «Haiderosen», «Wenn Leute nicht hören», «Auf Kommando», «Zwei Naturen», «Am Walpurgisabend», «Klara», «Eine Damen-Verschwörung», «Graston von Ronac» (1883).